# Marians Pahars
Marians Pahars, plus souvent appelé Marian Pahars, est un footballeur international letton né le 5 août 1976 à Tchornobaï, en RSS d'Ukraine.

## Biographie

### En club
Il est connu pour avoir joué pendant sept saisons dans le club anglais de Southampton

### En sélection
Il participe à l'Euro 2004 avec la Lettonie.

### Entraîneur
Il est l'entraîneur du Skonto Riga entre 2011 et 2012.
Il devient ensuite entraîneur des espoirs lettons et le 11 juillet 2013, il est appelé comme sélectionneur de l'équipe de Lettonie en remplacement de Aleksandrs Starkovs.

## Palmarès
- Champion de Lettonie en 1995, 1996, 1997 et 1998 avec le Skonto Riga
- Vainqueur de la Coupe de Lettonie en 1995, 1997 et 1998 avec le Skonto Riga
- Vainqueur de la Coupe de Chypre en 2007 avec l'Anorthosis Famagouste